# Farmacia di San Marco
La Farmacia di San Marco est une officine médicinale du complexe monacal de San Marco à Florence en Italie.
donnant sur la via Cavour en face du cloître du Scalzo.
Instituée par les Dominicains, de même nature que celle de Santa Maria Novella, elle fut ouverte en 1450 à la suite de la requête de Cosme de Médicis.
Elle fournissait :
- Gli Alchermes (particulièrement apprécié de Laurent de Médicis dit le Magnifique)
- L'acqua antisterica
- L'Elisir stomatico à partir de 1498
- L'acqua di rose en 1700

Elle fut fermée en 1995 et ses activités transférées via Carissimi.

## Sources
- Notice du Musée de l'Histoire de la Science de Florence